# Fairways
Fairways es una localidad de Trinidad y Tobago, que forma parte de la región de Diego Martín.

## Geografía
La localidad abarca parte de la isla Trinidad y limita al norte con La Seiva, al sur con Champ Elysees, al este con Boissiere y al oeste con La Seiva y Champ Elysees.

## Demografía
Datos demográficos de la localidad de Fairways:
| Gráfica de evolución demográfica de Fairways entre 2000 y 2011 |
|                                                                |